# Pierre Tanguy
 (février 2021).
Pierre Tanguy est un écrivain, journaliste et poète breton, né le 11 avril 1947 à Lesneven (Finistère). Il réside à Quimper.

## Biographie
Passionné par les paysages, la culture et le patrimoine religieux de la Bretagne, il a publié son premier recueil en 1978. Ses lectures de Xavier Grall et Paol Keineg et la découverte de son identité bretonne le lancent dans l'écriture et la recherche de la Bretagne intérieure. 
Après avoir été enseignant, il est devenu journaliste et a mené l’essentiel de sa carrière au quotidien Ouest-France.
Critique littéraire, il livre ses choix à la revue Hopala. Il collabore à la revue poétique en ligne Recours au poème et à la revue culturelle en ligne Bretagne actuelle.
Féru de poésie chinoise et japonaise, il a notamment publié quatre recueils de haïku.
Pierre Tanguy obtient en 2012, pour l'ensemble de son œuvre, le prix de poésie attribué par l'Académie littéraire de Bretagne et des Pays de la Loire.

## Pour approfondir